# Пневмомеханічні флотаційні машини
Пневмомеханічні флотаційні машини
Використовується на збагачувальних фабриках великої потужності. Основна відмінність яких від механічних — спосіб подачі повітря: не засмоктування, а подача повітря під тиском. 
Пневмомеханічні флотомашини у порівнянні з механічними забезпечують більш високу швидкість флотації і менші питомі витрати електроенергії. Крім того, в цих машинах можливе регулювання аерації пульпи в широкому діапазоні (витрата повітря може складати до 1,8 м3/хв на 1 м3 пульпи). Пневмомеханічні машини застосовуються при флотації звичайних пульп (до 40 % твердого і не менше 50 % класу –0,074 мм). 
Установка пневмомеханічних машин доцільна в операціях міжциклової, основної і контрольної флотацій на фабриках великої і середньої виробничої потужності, їх варто також встановлювати  в перечисних операціях при великих виходах пінних продуктів. Прямоточні пневмомеханічні машини рекомендуються до установки там, де не потрібно покамерне регулювання рівня пульпи і немає частих повернень промпродуктів. Пневмомеханічні флотомашини знаходять широке використання в основних і контрольних операціях при збагаченні руд кольорових металів і інших корисних копалин.

## Основні вітчизняні флотомашини та закордонні аналоги
- Флотаційна машина ФПМ-6,3 – прямотечійна з глибокими квадратними камерами, в кожній з яких розташований аератор, що складається з імпелера і диспергатора.

- Флотаційна машина «Аджитейр» (США) складається з камер квадратного або прямокутного перетину, в яких встановлений пальцевий імпелер і радіальний заспокоювач.

- Флотаційна машина типу ФПМ-12,5 – виготовляється з одно- і двостороннім пінозйомом, у звичайному і кислотостійкому виконанні.

- Флотаційні машини типу ФПМ з місткістю камери 12,5 і 25 м3 і типу «Денвер ДР» з місткістю камери до 36,1 м3 мають принципово однаковий відцентровий аератор.

- Флотаційна машина типу ФПМУ-6,3 – прямотечійна, восьмикамерна, застосовується для збагачення вугілля. Головна відмінність цієї машини полягає у принципі подачі повітря і конструкції блока-аератора.

- Флотаційна машина з вібраційним аератором реалізує можливість використання звукових коливань для диспергування повітря.

- Флотаційна машина типу ОК (Фінляндія) – складається з прямотечійних камер квадратного перетину.

- Флотаційна машина типу «Даві-2» (Чехія) – складається з прямотечійних камер квадратного перетину. Аератор машини складається з пальцевого імпелера і диспергатора. Пальцевий імпелер на відміну від машин інших конструкцій встановлений пальцями угору. Диспергатор, встановлений на дні камери, являє собою диск з радіальними лопатями.

- Флотаційна машина  типу «Максвел» з місткістю камер до 56 м3 являє собою чан з висотою, що дорівнює діаметру. При послідовному з’єднанні монокамери «Максвел» встановлюються каскадно. Машини «Максвел» використовують у комбінації з багатокамерними флотаційними машинами при збагаченні руд кольорових металів і найчастіше в основних і контрольних операціях.